# Unterseeboot UB-30
Pour les autres navires du même nom, voir Unterseeboot 30.
L'Unterseeboot UB-30 est un sous-marin (U-Boot) allemand de type UB II utilisé par la Kaiserliche Marine pendant la Première Guerre mondiale. Le sous-marin a été commandé le 22 juillet 1915 et lancé le 16 novembre 1915. Il a été mis en service dans la marine impériale allemande le 18 mars 1916.
Le sous-marin coula 18 navires en 19 patrouilles. Parmi eux, le William Cory & Son, le charbonnier SS Vernon, en mer du Nord, au large de Spurn, le 31 août 1917, et le charbonnier SS Lightfoot, de la Witherington and Everett Steam Ship Company, dans la Manche, au large de Selsey Bill, le 16 mars 1918.
L'UB-30 a été coulé le 13 août 1918 par deux grenades anti-sous-marines du HMS Landrail (1914) au sud du banc de Goodwin à 51° 09′ N, 1° 46′ E.

## Conception
Sous-marin de type UB II, l'UB-30 avait un déplacement de 274 tonnes en surface et de 303 tonnes en immersion. Il avait une longueur hors tout de 36,90 m, une largeur de 4,37 m et un tirant d'eau de 3,69 m. Le sous-marin était propulsé par deux moteurs Diesel Benz à six cylindres à quatre temps produisant 270 chevaux (200 kW), deux moteurs électriques Siemens-Schuckert produisant 280 chevaux (210 kW) et un arbre d'hélice. Il était capable d’opérer à une profondeur allant jusqu’à 50 mètres.
La vitesse maximale du sous-marin était de 9,06 nœuds (16,78 km/h) en surface et de 5,71 nœuds (10,57 km/h) en immersion. Lorsqu’il était en surface, il pouvait parcourir 7030 milles marins (13020 km) à 5 nœuds (9,3 km/h), et en immersion, 45 milles marins (83 km) à 4 nœuds (7,4 km/h). L'UB-30 était armé de deux tubes lance-torpilles de 500 mm à l’avant, de quatre torpilles et d’un canon de pont de 88 mm SK L/30. Il avait un effectif de vingt-et-un membres d’équipage et deux officiers, et un temps de plongée de 42 secondes.

## Affectations
- Flottille de la Baltique : du 8 mai 1916 au 23 février 1917
- Flottilles des Flandres : du 23 février 1917 au 13 août 1918

## Commandants
- Kptlt. Kurt Schapler[6] : du 18 mars au 1er octobre 1916
- Oblt.z.S. Freiherr Cassius von Montigny[7] : du 2 octobre 1916 au 7 août 1917
- Kptlt. Wilhelm Rhein[8] : du 8 août 1917 au 21 avril 1918
- Oblt.z.S. Rudolf Steir[9] : du 22 avril au 13 août 1918

## Navires coulés
| Date              | Nom            | Nationalité    | Tonnage | Destin    |
| ----------------- | -------------- | -------------- | ------- | --------- |
| 21 octobre 1916   | August         | Suède          | 346     | Coulé     |
| 23 octobre 1916   | Elly           | Suède          | 88      | Coulé     |
| 24 octobre 1916   | Elin           | Empire russe   | 127     | Coulé     |
| 24 octobre 1916   | Ingersoll      | Empire russe   | 239     | Coulé     |
| 24 octobre 1916   | Jenny Lind     | Empire russe   | 53      | Coulé     |
| 24 octobre 1916   | Urpo           | Empire russe   | 111     | Coulé     |
| 31 août 1917      | Vernon         | United Kingdom | 982     | Coulé     |
| 3 septembre 1917  | Ragnhild       | United Kingdom | 1495    | Coulé     |
| 26 septembre 1917 | S.N.A. 3       | France         | 1709    | Coulé     |
| 12 novembre 1917  | Morning Star   | United Kingdom | 129     | Coulé     |
| 3 janvier 1918    | Gartland       | United Kingdom | 2613    | Coulé     |
| 5 janvier 1918    | Glenarm Head   | United Kingdom | 3908    | Coulé     |
| 12 janvier 1918   | Whorlton       | United Kingdom | 1469    | Coulé     |
| 2 février 1918    | Jaffa          | United Kingdom | 1383    | Coulé     |
| 9 février 1918    | Armenia        | United States  | 5463    | Endommagé |
| 5 mars 1918       | Clan Mackenzie | United Kingdom | 6544    | Endommagé |
| 7 mars 1918       | Braatt II      | Norvège        | 1834    | Coulé     |
| 16 mars 1918      | Lightfoot      | United Kingdom | 1873    | Coulé     |
| 18 juin 1918      | Norfolk Coast  | United Kingdom | 782     | Coulé     |
| 10 août 1918      | Madame Renee   | United Kingdom | 509     | Coulé     |